# Прешен
Прешен (нім. Preschen; н.-луж. Rjašćany) — місцевий квартал, частина громади Найсе-Мальксеталь в районі Шпре-Найсе.

## Місцезнаходження та доступність
Розташований приблизно в шести кілометрах на північний схід від Деберну й з'єднаний з ним окружною дорогою 7101. На північ від села знаходиться колишній військовий аеродром Прешен.